# Barão de Belém
Barão de Belém (Bahia) é um título nobiliárquico criado por D. Pedro I do Brasil, em favor de José Araújo de Aragão.
Titulares
1. José Araújo de Aragão;
2. Rodrigo Antônio Falcão Brandão (1789–1855);[2]
3. José Maria de Almeida Belém.[2]